# Грета Арн
Грета Арн (нім. Gréta Arn; нар. 13 квітня 1979) угорська тенісистка німецького походження.
Здобула два титули туру WTA. 
Найвищу одиночну позицію рейтингу WTA — 40 місце досягнула 16 травня 2011, парну — 175 місце — 4 грудня 2000 року.

## Фінали турнірів WTA

### Одиночний розряд: 2 (2 титули)
| Перемога — Легенда                         |
| ------------------------------------------ |
| Турніри Великого шолома (0–0)              |
| Турніри WTA Tour (0–0)                     |
| Tier I/Premier Mandatory & Premier 5 (0–0) |
| Tier II/Premier (0–0)                      |
| Tier III/Tier IV/International (2–0)       |

| Результат | Ранг | Дата          | Турнір                     | Покриття | Опонент           | Рахунок            |
| --------- | ---- | ------------- | -------------------------- | -------- | ----------------- | ------------------ |
| Перемога  | 1.   | 6 травня 2007 | Estoril Open, Португалія   | Ґрунт    | Вікторія Азаренко | 2–6, 6–1, 7–6(7–3) |
| Перемога  | 2.   | 8 січня 2011  | ASB Classic, Нова Зеландія | Тверде   | Яніна Вікмаєр     | 6–3, 6–3           |

## Фінали ITF (9–13)

### Одиночний розряд: 9 (5–4)
| Легенда          |
| ---------------- |
| Турніри $100,000 |
| Турніри $75,000  |
| Турніри $50,000  |
| Турніри $25,000  |
| Турніри $10,000  |

| Результат | Ранг | Дата              | Турнір                   | Покриття   | Опонент             | Рахунок       |
| --------- | ---- | ----------------- | ------------------------ | ---------- | ------------------- | ------------- |
| Перемога  | 1.   | 27 жовтня 1997    | Стокгольм, Швеція        | Тверде (i) | Athina Briegel      | 6–2, 6–3      |
| Перемога  | 2.   | 3 жовтня 1999     | Глазго, Велика Британія  | Килим (i)  | Маніша Малхотра     | w/o           |
| Перемога  | 3.   | 27 липня 2004     | Бад-Заульгау, Німеччина  | Ґрунт      | Таня Остертаг       | 6–4, 6–2      |
| Поразка   | 1.   | 21 вересня 2005   | Glasgow, Велика Британія | Тверде (i) | Крістіна Барруа     | 3–6, 6–3, 4–6 |
| Поразка   | 2.   | 15 листопада 2005 | Nuriootpa, Австралія     | Тверде (i) | Анастасія Родіонова | 3–6, 1–6      |
| Перемога  | 4.   | 17 січня 2006     | Форт-Волтон-Біч, США     | Тверде     | Валентіна Сассі     | 7–5, 6–2      |
| Поразка   | 3.   | 3 квітня 2007     | Пелам (Алабама), США     | Ґрунт      | Едіна Галловіц-Халл | 3–6, 5–7      |
| Поразка   | 4.   | 10 вересня 2017   | Балатонбоглар, Угорщина  | Ґрунт      | Полона Герцог       | 1–6, 2–6      |
| Перемога  | 5.   | 28 жовтня 2017    | Saguenay, Канада         | Тверде (i) | Бібіана Схофс       | 6–1, 6–2      |

### Парний розряд: 13 (4–9)
| Легенда          |
| ---------------- |
| Турніри $100,000 |
| Турніри $75,000  |
| Турніри $50,000  |
| Турніри $25,000  |
| Турніри $10,000  |

| Результат | Ранг | Дата              | Турнір                            | Покриття   | Партнер             | Опоненти                              | Рахунок            |
| --------- | ---- | ----------------- | --------------------------------- | ---------- | ------------------- | ------------------------------------- | ------------------ |
| Перемога  | 1.   | 14 вересня 1998   | Біоград-на-Мору, Хорватія         | Ґрунт      | Lana Miholcek       | Diane Asensio Мервана Югич-Салкич     | 6–3, 6–2           |
| Поразка   | 1.   | 16 листопада 1998 | Biel, Швейцарія                   | Тверде (i) | Каталін Мішкольці   | Дая Беданова Лідія Штайнбах           | 2–6, 1–6           |
| Поразка   | 2.   | 5 квітня 1999     | Макарська, Хорватія               | Ґрунт      | Петра Мандула       | Габріела Хмелінова Ольга Виметалкова  | 6–0, 3–6, 6–7(3–7) |
| Поразка   | 3.   | 23 серпня 1999    | Гехінген (Цоллернальб), Німеччина | Ґрунт      | Естер Мольнар       | Jennifer Tinnacher Марія Вольфбрандт  | 4–6, 3–6           |
| Поразка   | 4.   | 3 жовтня 1999     | Glasgow, Велика Британія          | Килим (i)  | Manisha Malhotra    | Ліззі Джелфс Karen Nugent             | w/o                |
| Перемога  | 2.   | 6 березня 2000    | Хайкоу, КНР                       | Тверде     | Жулі Пуллен         | Chae Kyung-yee Такемура Рьоко         | 7–5, 6–4           |
| Поразка   | 5.   | 3 липня 2001      | Штутгарт, Німеччина               | Ґрунт      | Аманда Грем         | Дая Беданова Ева Мартінцова           | 6–0, 3–6, 3–6      |
| Поразка   | 6.   | 3 жовтня 2004     | Нант, Франція                     | Тверде (i) | Ріта Куті-Кіш       | Ірина Бремон Tatsiana Uvarova         | 4–6, 6–4, 6–7(5–7) |
| Поразка   | 7.   | 3 квітня 2005     | Рим, Італія                       | Ґрунт      | Janette Bejlková    | Adriana González Peñas Роміна Опранді | 3–6, 3–6           |
| Перемога  | 3.   | 13 листопада 2005 | Порт-Пірі, Австралія              | Тверде     | Суніта Рао          | Монік Адамчак Крістіна Горіатопулос   | 6–4, 3–6, 6–2      |
| Перемога  | 4.   | 19 листопада 2005 | Nuriootpa, Австралія              | Тверде     | Anastasia Rodionova | Кейсі Деллаква Труді Мусгрейв         | 6–4, 1–6, 7–5      |
| Поразка   | 8.   | 27 листопада 2005 | Маунт-Гамбір, Австралія           | Тверде     | Anastasia Rodionova | Фуда Рьоко Суніта Рао                 | 1–6, ret.          |
| Поразка   | 9.   | 10 грудня 2005    | Пршеров, Чехія                    | Килим (i)  | Маргіт Рйтель       | Луціє Градецька Габріела Хмелінова    | 6–3, 4–6, 4–6      |

## Виступи у турнірах Великого шолома

### Одиночний розряд
| Турнір                                 | 2000 | 2001 | 2002 | 2003 | 2004 | 2005 | 2006 | 2007 | 2008 | 2009 | 2010 | 2011 | 2012 | 2013 |
| -------------------------------------- | ---- | ---- | ---- | ---- | ---- | ---- | ---- | ---- | ---- | ---- | ---- | ---- | ---- | ---- |
| Відкритий чемпіонат Австралії з тенісу | A    | 2р   | 2р   | 1р   | A    | A    | A    | A    | LQ   | LQ   | A    | 1р   | 3р   | 1р   |
| Відкритий чемпіонат Франції з тенісу   | LQ   | 1р   | 1р   | LQ   | A    | A    | A    | LQ   | LQ   | LQ   | A    | 1р   | 1р   | A    |
| Вімблдонський турнір                   | 1р   | LQ   | 2р   | LQ   | A    | A    | A    | 1р   | LQ   | LQ   | 3р   | A    | 1р   | LQ   |
| Відкритий чемпіонат США з тенісу       | 1р   | 1р   | 1р   | LQ   | A    | A    | LQ   | 1р   | LQ   | A    | 1р   | 1р   | 2р   | A    |

### Парний розряд
| Турнір                                 | 2011 | 2012 | 2013 |
| -------------------------------------- | ---- | ---- | ---- |
| Відкритий чемпіонат Австралії з тенісу | A    | 1р   | A    |
| Відкритий чемпіонат Франції з тенісу   | 1р   | 1р   | A    |
| Вімблдонський турнір                   | A    | A    | A    |
| Відкритий чемпіонат США з тенісу       | 1р   | A    | A    |